# Subrayado
El subrayado es una forma de dar énfasis a secciones o ciertas partes de un texto trazando líneas horizontales debajo de ellas.

## Uso del subrayado
- Pueden utilizarse distintos colores (amarillo, rosa, verde , azul, etc.), de preferencia con colores claros y que resalten únicamente las preguntas por debajo o resaltando con un color fosforescente.
- El resaltado puede hacerse luego de la lectura.
- Resaltar ideas principales, secundarias, hechos y conceptos.
- Si un párrafo completo parece ser muy importante, puede trazarse una línea vertical en el margen derecho, que resalte su importancia.

## Subrayado como técnica de estudio y de lectura
El subrayado, aplicándolo como técnica de estudio o para dar énfasis a ciertas partes de un texto, se establece una jerarquía de ideas para  resaltar lo más importante, a fin de que el lector centre la atención en las palabras claves o partes del texto más importantes los cuales son los anteriormente subrayados.
Para utilizar el subrayado como una fase del proceso de estudio de un texto, los autores exponen diferentes reglas o recomendaciones, como las siguientes:
- Solo se comenzará a subrayar tras una lectura general del texto y una vez que este se ha entendido, ahí se puede incluir esta técnica . Es un error muy común del estudiante comenzar a subrayar en la primera lectura.
- Es conveniente ir subrayando párrafo a párrafo. Primero se lee el párrafo y a continuación se subraya la idea principal.
- Se subrayan únicamente palabras clave y no frases enteras.
- Se pueden utilizar un par de colores, uno de ellos para destacar lo más relevante.
- El subrayado no debe limitarse a la línea, sino que puede incluir otros tipos de señales: flechas para relacionar ideas, diagramas, pequeños esquemas, signos de interrogación, llamadas de atención, otros símbolos (palomas, asteriscos), etc. Es decir, todo aquello que sirva para llamar la atención.
- Lo más conveniente es resaltar lo más específico.
- En ocasiones, leer textos subrayados previamente por otros lectores puede ayudar, pero también puede resultar contraproducente: lo que es relevante para una persona quizá no lo sea para otra: según un estudio sobre el subrayado realizado por Vicki Silvers y David Kreiner, un texto subrayado de un modo "inadecuado" puede incrementar la dificultad para la comprensión de la lectura, comparado incluso con un texto sin subrayar.[1]